# Petrovići (Istočno Novo Sarajevo, BiH)
Petrovići su naseljeno mjesto u općini Istočno Novo Sarajevo, Republika Srpska, BiH.

## Stanovništvo
Nacionalni sastav stanovništva prema popisnim godinama bio je sljedeći:
|             | 1991. | 1981. | 1971. |
| ----------- | ----- | ----- | ----- |
| Srbi        | 230   | 209   | 307   |
| Muslimani   | 10    | 0     | 0     |
| Jugoslaveni | 0     | 2     | 0     |
| 259         | 240   | 211   | 307   |

| Naseljena mjesta općine Novo Sarajevo - popis 1991.                                        | Naseljena mjesta općine Novo Sarajevo - popis 1991. |
| ------------------------------------------------------------------------------------------ | --------------------------------------------------- |
|                                                                                            |                                                     |
| Klek • Kozarevići • Lukavica • Miljevići • Petrovići • Sarajevo (dio) • Toplik • Tvrdimići |                                                     |

| Naseljena mjesta općine Novo Sarajevo - popis 1991.                                        | Naseljena mjesta općine Novo Sarajevo - popis 1991. |
| ------------------------------------------------------------------------------------------ | --------------------------------------------------- |
|                                                                                            |                                                     |
| Klek • Kozarevići • Lukavica • Miljevići • Petrovići • Sarajevo (dio) • Toplik • Tvrdimići |                                                     |